# Șolomîn, Pustomîtî
Șolomîn (în ucraineană Шоломинь) este un sat în comuna Zvenîhorod din raionul Pustomîtî, regiunea Liov, Ucraina.

## Demografie
Componența lingvistică a localității Șolomîn
     Ucraineană (99,37%)
     Alte limbi (0,5%)
Conform recensământului din 2001, majoritatea populației localității Șolomîn era vorbitoare de ucraineană (99,37%), existând în minoritate și vorbitori de alte limbi.